# 丹桂村
丹桂村（英語：Tan Kwai Tsuen）是香港新界元朗區洪水橋的一條鄉村，位於洪水橋南面，東面為大道村，西面為和平新村和鍾屋村，南面是元朗公路。丹桂村於1926年開村，是一條為非原居民村，隸屬於屏山鄉鄉事委員會。

## 歷史
1920年代前，丹桂村一帶是一片農田，田中有一個果園，位於屏山青山公路23咪、洪水坑（丹桂河）以東。1926年，新桂系智囊、國會議員王季文（王笠隱）從上海來港，購入果園及旁邊一塊地皮，築路建屋。數年後，新桂系軍閥被蔣中正領導的南京國民政府討伐，將領包括林隱青、楊鼎中、周雁濱等與家眷流亡香港，得知王氏的建村計劃後一同加入，在現今洪水橋一帶聚居。村名命名為丹桂村，有「丹心保桂」的意思。
丹桂村劃分成12個地段，各佔六畝，其中7座大宅群陸續在戰前建成，成為一個花園別墅區。被大宅群和荔枝樹環繞的長型小公園，南北兩端分別建有水塔和風車塔，能作發電。1930年年代中起，有部份桂籍業主重歸大陸政壇，將大宅轉讓予其他華商。在香港日治時期期間，丹桂村大宅被日軍佔用，傳聞小公園曾被用作刑場。
戰後，不少國內難民遷入洪水橋和丹桂村一帶搭建寮屋聚居，周邊有很多小型工廠設立，亦有數個石礦場在公庵山西麓開設。英國皇家空軍工程部繼續徵用部份大宅作屏山機場興建工程的宿舍，機場計劃取消後被用作炮兵團軍營（Quarry Camp），在丹桂村周邊設多個圓筒型臨時建築物，直至1957年。1950年代中，丹桂村有居民2,202人，共467戶， 以務農為主。
1976年，屯門理民府成立。丹桂村沿洪水坑一分為二，西面部份脫離元朗區，1978年自立成和平新村。隨著洪水橋的發展，丹桂村最初的大宅群自1980年代起已建成多個低密度私人屋苑。

### 歷史建築
- 丹桂村2號：由村長王季文擁有，劉熙眾、方振武家人曾居於此。1980年代末拆卸，1990年重建成玉桂園的一部份。
- 丹桂村4號：由廣西軍人夏威擁有，1937年後轉讓予東北商人吳氏，他再將大宅改建。1980年代末拆卸，1990年重建成玉桂園的一部份。
- 丹桂村5號：名為葉園別墅的西式平房，1973年重建成丹桂苑。
- 丹桂村6號：原名漢園，由廣西軍人兼銀行家龔氏擁有的西式平房，1930年代末出租予難民居住，早在戰前已有鬧鬼傳聞，後來大宅曾更名為昭錦，再改成為五金工場，直到大宅清拆。1984年重建成雅樂花園。
- 丹桂村8號：由廣西銀行家黃氏擁有。1980年代初拆卸，1986年重建成銀禧花園。
- 丹桂村10號：由浙江望族俞氏擁有的平房，1970年代成為李聯益籐廠的一部份，1995年重建成菁雅居。
- 丹桂村11號：由廣西人黃氏擁有的平房，他在稅關工作。1970年代成為李聯益籐廠的一部份，1995年重建成菁雅居。
- 丹桂村12號：村長王季文的大宅，後來是善基英文書院的校址，1990年代初拆卸，1995年重建成菁雅居。

### 其他知名居民
- 蒙嘉慧

## 現存建築

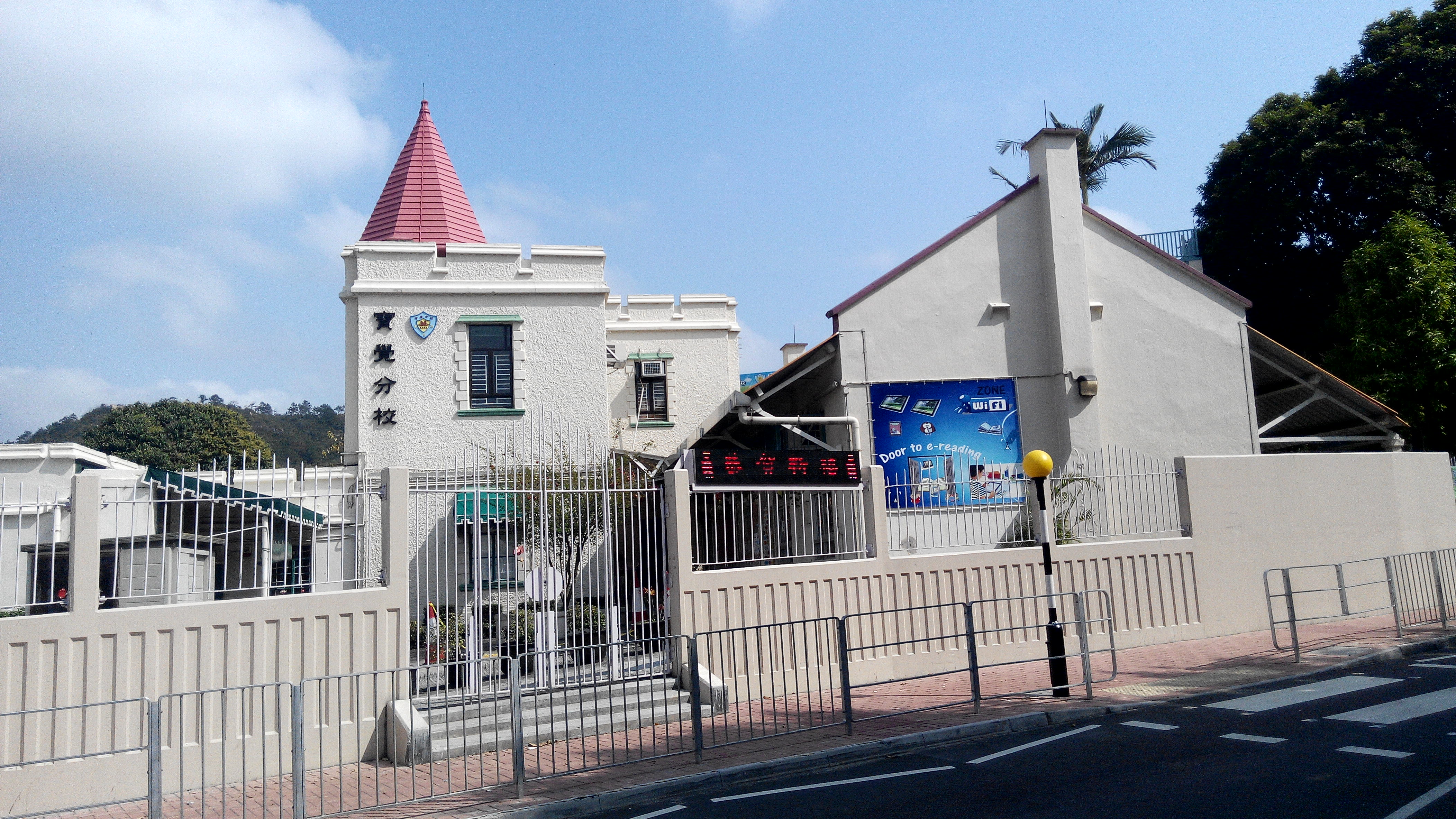
元朗寶覺小學

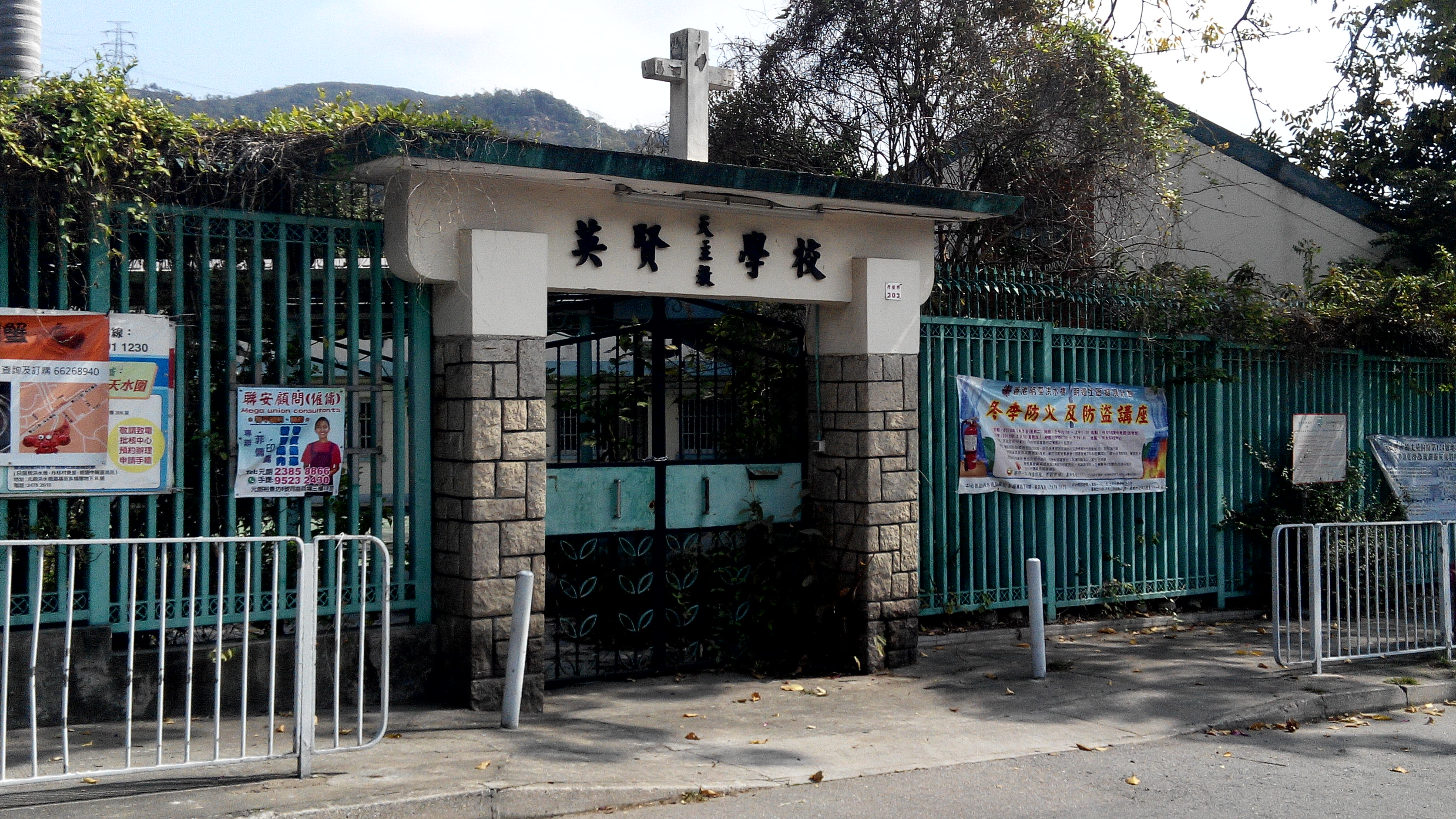
天主教英賢學校（已停辦）

- 玫瑰天主堂：建於1976年，於2006年結堂。
- 天主教英賢學校：1964年遷到現址，2007年結束辦學，校舍丟空至今，操場仍有保留一座英軍圓筒型臨時建築。
- 基督教蒙恩幼稚園
- 元朗寶覺小學：原址是由鄧鏡波擁有的古堡式別墅，後人把物業捐給東蓮覺苑辦學，1958年創校。[4][5]
- 灼園： 建於1939年，由屏山警署警察王灼擁有。2011年被評為香港歷史建築，現已拆卸。[6][7]
- 屏山鄉丹桂村村公所
- 良興士多
- 品珍醬園

## 未來發展

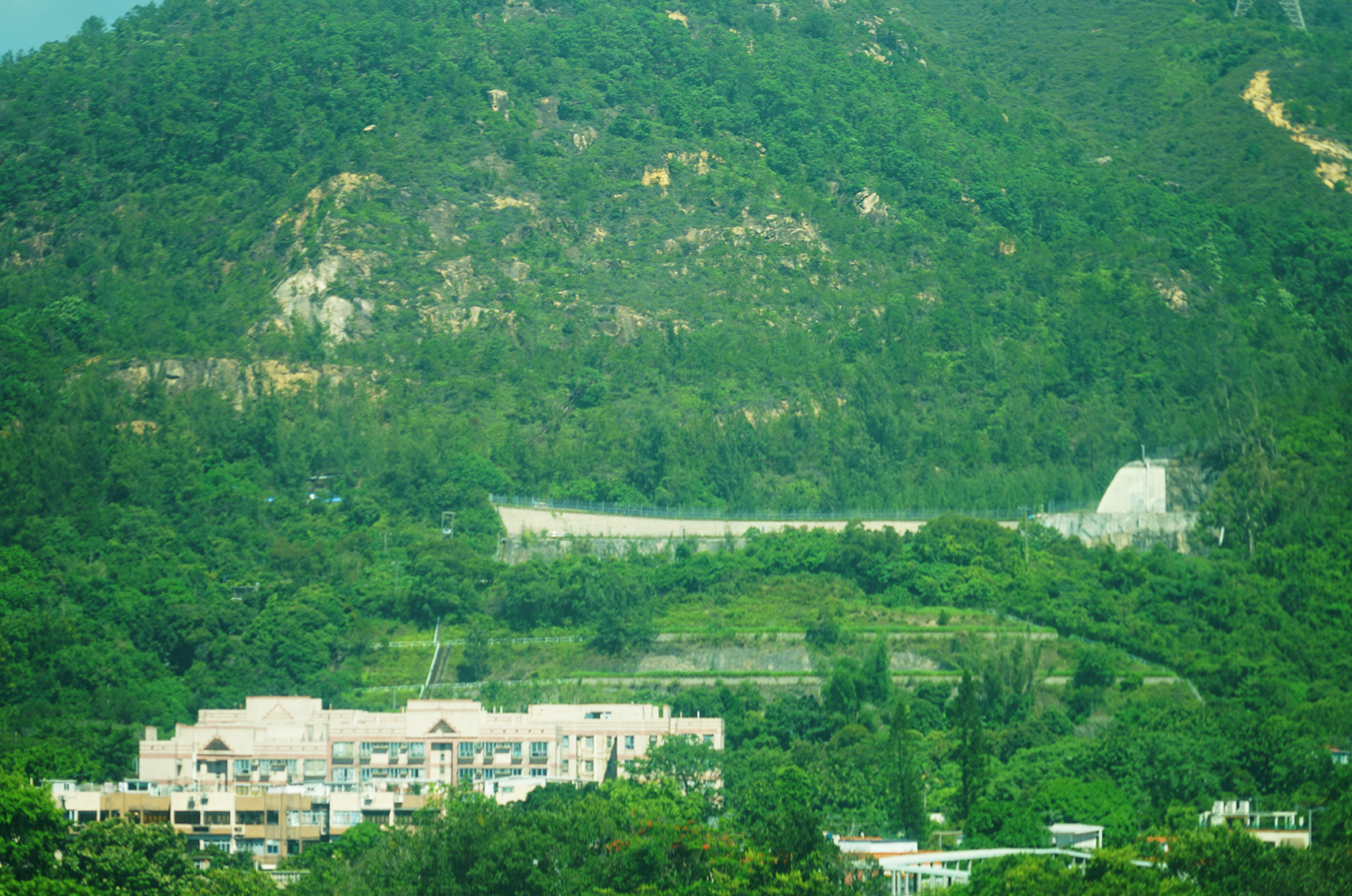
遠眺丹桂村配水庫

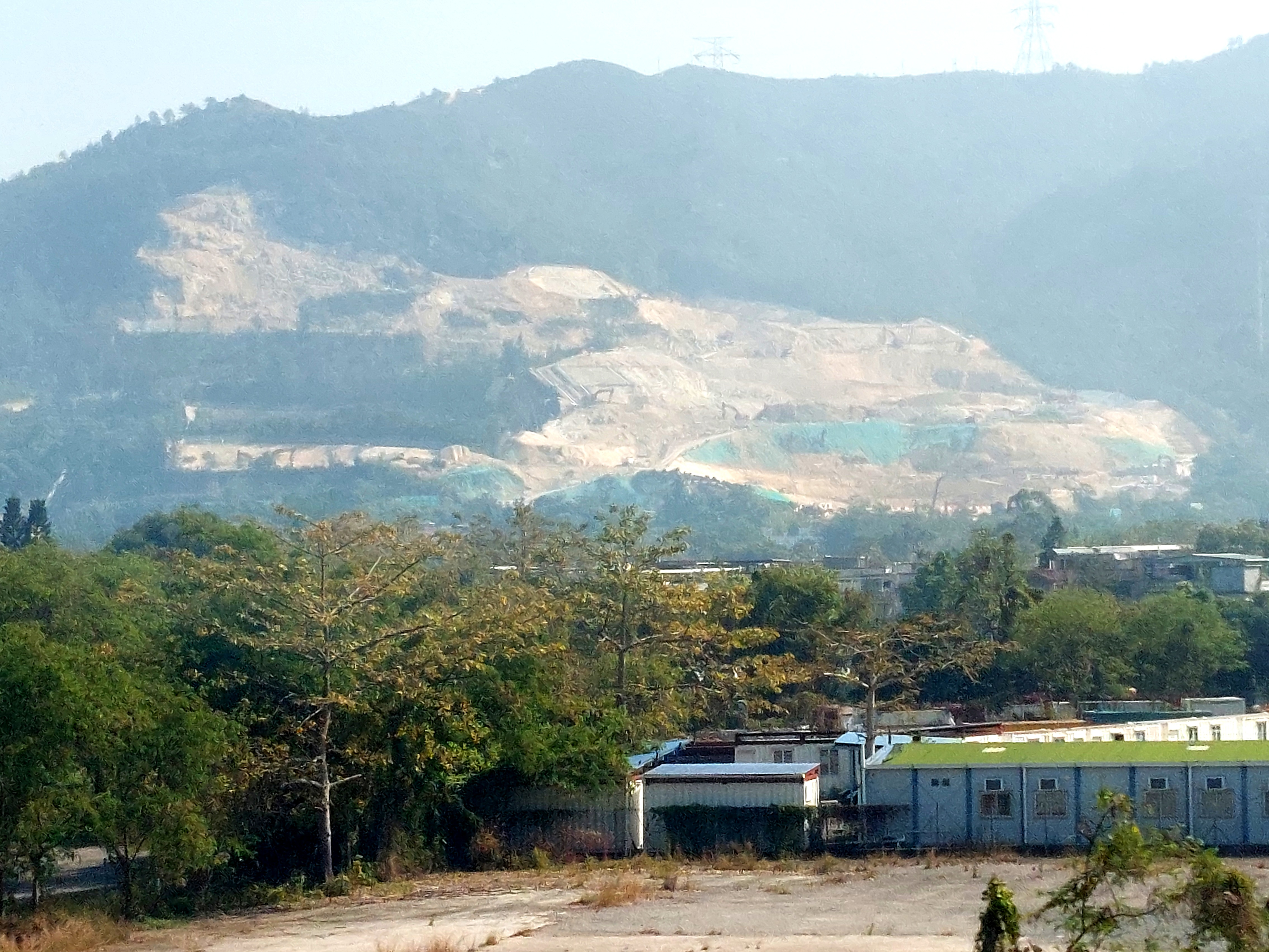
丹桂村公屋土地平整工程

2017年，政府計劃於元朗丹桂村配水庫附近一幅原為綠化地帶的約10公頃地皮用作發展公營房屋，將會分三期興建7幢公屋，提供6,720伙，於2030年起分階段落成。

## 屋苑
- 丹桂花園
- 玉桂園
- 丹桂苑
- 雅樂花園
- 卓雅花園
- 銀禧花園
- 菁雅居
- 偉景園
- 丹桂軒
- 富豪．悅庭
- 尚築
- 珀爵

## 外部連結
- 居民代表選舉丹桂村（屏山）的劃定現有鄉村範圍（2019至2022年） （页面存档备份，存于）